# White Lake (Carolina del Norte)
White Lake es un pueblo ubicado en el condado de Bladen en el estado estadounidense de Carolina del Norte. La localidad en el año 2000, tenía una población de 529 habitantes en una superficie de 6.5 km², con una densidad poblacional de 229 personas por km².

## Geografía
White Lake encuentra ubicado en las coordenadas 34°37′56″N 78°29′53″O / 34.63222, -78.49806. Según la Oficina del Censo, la localidad tiene un área total de 6,5 km² (2,5 mi²), de la cual 2,3 km² (0,9 mi²) es tierra y 4,2 km² (1,6 mi²) (64.68%) es agua.

### Localidades adyacentes
El siguiente diagrama muestra a las localidades en un radio de 20 kilómetros (12,4 mi) de White Lake.

## Demografía
En el 2000 la renta per cápita promedia del hogar era de $35.375, y el ingreso promedio para una familia era de 45.625. En 2000 los hombres tenían un ingreso per cápita de $36.875 contra $25.000 para las mujeres. El ingreso per cápita para la localidad era de $22.446. Alrededor del 14.20% de la población estaba bajo el umbral de pobreza nacional.